# Hans Maeter
Hans Maeter (* 22. Dezember 1923 in Stettin; † 12. August 2012 in Thailand) war ein deutscher Schriftsteller und Übersetzer.

## Leben
Maeter veröffentlichte in den 1950er und 1960er Jahren einige Romane, daneben verfasste er Drehbücher für Fernsehserien wie Das Kriminalmuseum. Unter dem Pseudonym William Garnett schrieb er vier Romane für die Heftromanserie Seewölfe, Korsaren der Weltmeere. Ab Ende der 1960er wechselte er zum Übersetzen von erzählenden Werken aus dem Englischen. Maeter gehörte mit ca. 180 übersetzten Titeln aus den Genres Science-Fiction, Fantasy, Western und Kriminalroman zu den produktivsten Übersetzern dieser Zeit. Seit den 1990ern lebte Hans Maeter in Thailand, wo er 2012 verstarb.

## Werke
- Mit der Tina Onassis auf der Ölstraße, Reutlingen 1956
- Sergeant Chung Ming, Darmstadt 1958
- Das Geheimnis der Verjüngung, Gelnhausen 1963
- Witwe mit Versicherung, München 1969

## Übersetzungen
- Edward S. Aarons: Ein Kreuz hinter dem Datum, München 1969
- Edward S. Aarons: Nur ein Toter hat noch Platz, München 1969
- Brian Wilson Aldiss: Die dunklen Lichtjahre, München 1983
- Fred Allhoff: Blitzkrieg, München 1984
- Poul Anderson: Die Chroniken der Zeitpatrouille, München 1997 (übersetzt zusammen mit Peter Pape)
- Poul Anderson: Zeitpatrouille, München 1987
- Piers Anthony: Tausendstern, München 1984 (übersetzt zusammen mit Michael Kubiak)
- William Arden: Drei Tote in dieser Woche, München 1971
- William Arden: Wie gelebt, so gestorben, München 1975
- Pierre Audemars: Der bittere Hauch des Todes, München 1975
- Todhunter Ballard: Für eine Handvoll Dollar, München 1972
- Gloria Barrett: Hungrig, München 1970
- Anthony Berkeley: Der verschenkte Mord, München 1972
- Die besten Kriminalgeschichten des Jahres, München 1970
- Lloyd Biggle: Das tödliche Schweigen, München 1982
- David Bischoff: Mandala, München 1984
- David Bischoff: Star fall, München 1986
- David Bischoff: Wargames, München 1983
- Michael Bishop: Flammenaugen, München 1981
- William D. Blankenship: Tod einer unwichtigen Person, Rastatt/Baden 1977
- James Blish: Der Asylplanet, München 1998
- James Blish: Enterprise, Alsdorf
  - 2 (1972)
  - 3 (1972)
  - 4 (1972)
  - 5 (1972)
  - 6 (1972)
  - 7 (1972)
  - 8 (1972)
  - 9 (1972)
- James Blish: Die Lichter von Zhetar, München 1998
- James Blish: Das Paradies-Syndrom, München 1998
- James Blish: Das Silikonmonster, München 1998
- James Blish: Spock läuft Amok, München 1997
- James Blish: Spock muß sterben!, München 1999
- James Blish: Strafplanet Tantalus, München 1997
- Lawrence Block: Die Spezialisten, München 1970
- Wendy Boase: Das Alte Ägypten, Rastatt 1978
- Geoffrey H. Bourne: Das Volk der Affen, München [u. a.] 1971
- Carter Brown: Giftiges Wasser, München 1974
- Fredric Brown: Zwerge sterben halb so schwer, München 1970
- John Brunner: Doppelgänger, München 1981
- John Brunner: Der Infinitiv von Go, München 1983
- John Brunner: Mehr Dinge zwischen Himmel und Erde, München 1983
- John Brunner: Das Menschenspiel, München 1984
- John Brunner: Reisender in Schwarz, München 1982
- John Brunner: Träumende Erde, München 1985
- John Brunner: Von diesem Tage an, München 1984
- John Brunner: Warnung an die Welt, München 1983
- Benjamin Capps: Das endlose Treiben, München 1972
- Jack L. Chalker: Das Netz der Chozen, München 1981
- C. J. Cherryh: Brüder der Erde, München 1979
- Hal Clement: Das Nadelöhr, München 1983
- Hal Clement: Die Nadelsuche, München 1983
- Bud Clifton: Er soll hängen, München 1962
- Computer streiten nicht, München 1970
- Michael Coney: Brontomek!, München 1983
- Michael Coney: Das letzte Raumschiff, München 1983
- Michael Coney: Der Monitor im Orbit, München 1986
- Albert Conroy: Clayburn, der Spieler, München 1962
- Will Cook: Aasgeier in Texas, München 1971
- Sonni Cooper: Schwarzes Feuer, München 1993
- Lee Correy: Hort des Lebens, München 1992
- Rupert Croft-Cooke: Rache für Julie, München 1973
- John Crowley: Geschöpfe, München 1980
- Frederick C. Davis: Das Ende eines Blutsaugers, Rastatt/Baden 1976
- Ovid Demaris: Scheidung auf amerikanisch, München 1968
- Gordon R. Dickson: Uralt, mein Feind, München 1979
- Harry Sinclair Drago: Der Rancher von Montana, München 1964
- 13 Kriminal-Stories, München 1973
- Diane Duane: Der verwundete Himmel, München 1990
- Ellery Queen’s Kriminalmagazin, München
  - 33 (1972)
  - 34 (1972)
  - 35 (1972)
- John Farris: Tage der Angst, München 1977
- Bruno Fischer: Töte mit Liebe, München 1969
- Keith Franklin: Alles auf eine Karte, München 1974
- Richard Austin Freeman: Das Geheimnis der Juwelen, München 1976
- Jacques Futrelle: Die Denkmaschine, München 1973
- Charles Gibson: Das Schiff mit fünf Namen, München 1966
- Der Gigant, München 1971
- William Goldman: Totale Kontrolle, München 1987
- Frank Gruber: Auf vier Rädern durch die Hölle, München 1972
- Henry Rider Haggard: Allan Quatermain der Jäger, München 1986
- Henry Rider Haggard: Allan Quatermain und die Eisgötter, München 1987
- Henry Rider Haggard: Als die Welt erbebte, München 1985
- Henry Rider Haggard: Ayescha – sie kehrt zurück, München 1984
- Henry Rider Haggard: Das Elfenbeinkind, München 1987
- Henry Rider Haggard: Der Geist von Bambatse, München 1986
- Henry Rider Haggard: Der gelbe Gott, München 1987
- Henry Rider Haggard: Das Halsband des Wanderers, München 1985
- Henry Rider Haggard: Die heilige Blume, München 1985
- Henry Rider Haggard: Das Herz der Welt, München 1986
- Henry Rider Haggard: Kleopatra, München 1986
- Henry Rider Haggard: Morgenstern, München 1985
- Henry Rider Haggard: Nada, die Lilie, München 1980
- Henry Rider Haggard: Das Nebelvolk, München 1986
- Henry Rider Haggard: Das Sehnen der Welt, München 1985
- Henry Rider Haggard: Sie und Allan, München 1985
- Henry Rider Haggard: Tochter der Weisheit, München 1985
- Cyril Hare: Das Geheimnis des Anglers, München 1977
- Brian Harris: Der nächste Weltkrieg, München 1983
- Ernest Haycox: Die Ranch des Todes, München 1972
- Gerald Heard: Bitterer Honig, München 1976
- Jack Higgins: Der Fluß der Toten, München 1974
- Christopher Hodder-Williams: Virus der Angst, München 1981
- Cecelia Holland: Wandernde Welten, München 1979
- William Hopson: Die letzten Apachen, München 1971
- William Hopson: Montana-Cowboys, München 1971
- Horden aus der Finsternis, Rastatt/Baden 1977
- Jill Hughes: Die Eskimos, Rastatt 1978
- Richard Hull: Der Mord an meiner Tante, München 1974
- Richard Hummel: Mord im Beiprogramm, Rastatt (Baden) 1974
- John Jakes: Amanda de la Gura, Hamburg 1979
- John Jakes: Auf nach Richmond, München 1991
- John Jakes: Der Gefangene, Hamburg 1978
- John Jakes: Das Massaker am Ohio, Hamburg 1978
- John Jakes: Die Pioniere, Frankfurt/M. 1987
- John Jakes: Die Rache, Frankfurt/M. 1988
- John Jakes: Der schwarze April, Hamburg 1979
- John Jakes: Stimmen des Krieges, München 1990
- John Jakes: Die Stunde der Rache, Hamburg 1979
- John Jakes: Die Stunde der Sühne, München 1990
- John Jakes: Die Titanen, Hamburg 1979
- Charles Kearey: Todesflieger in Afrika, München 1974
- Warren Kiefer: Der Lingala-Code, München 1973
- Garry Kilworth: Einsiedler, München 1981
- Raphael Aloysius Lafferty: Die Odyssee des Captain Roadstrum, München 1980
- Louis L’Amour: Dann kam Conagher, München 1972
- Louis L’Amour: Sein Name war Flint, München 1962
- Henry Lionel Lawrence: Kinder des Lichts, München 1962
- Fritz Leiber: Herrin der Dunkelheit, München 1980
- Edward Lindall: Die Todes-Expedition, München 1974
- Mark M. Lowenthal: Crispan Magicker, München 1983
- John D. MacDonald: Alptraum in rosarot, München 1967
- John D. MacDonald: Giftgrün für Vivian, München 1967
- Philip MacDonald: Das Geheimnis der toten Polizisten, München 1976
- Helen MacInnes: Das Rauschgift-Komplott, München 1975
- Helen MacInnes: Rebellion der Verdammten, München 1977
- Phillip Mann: Das Auge der Königin, München 1985
- Sondra Marshak: Das Prometheus-Projekt, München 1992
- Gerhard Masur: Das kaiserliche Berlin, München [u. a.] 1971 (übersetzt zusammen mit Charlotte Roland)
- Vonda N. McIntyre: Auf der Suche nach Mr. Spock, München 1990
- Vonda N. McIntyre: Der Entropie-Effekt, München 1991
- Vonda N. McIntyre: Zurück in die Gegenwart, München 1990
- James McKimmey: Die unheimlichen Mitfahrer, München 1963
- Joe Millard: Zwei glorreiche Halunken, München 1972
- Nicholas Monsarrat: Das Baby schrie bis kurz vor zwölf, München 1969
- M. S. Murdock: Das Netz der Romulaner, München 1991
- Dwight B. Newton: Menschenjäger, München 1968
- Larry Niven: Der Flug des Pferdes, München 1981
- Elisabeth Ogilvie: Stirb, mein Liebling, und weine nicht, München 1974
- Panne in der Hölle, München 1973
- Colin D. Peel: Blutiges Gold, München 1974
- Hugh Pentecost: Der Champagner-Killer, München 1973
- Charles Platt: Dämmerung über der Stadt, München 1982
- Bill Pronzini: Das Spiel nennt sich Mord, Rastatt/Baden 1977
- Shepard Rifkin: Die Blutnacht, Rastatt (Baden) 1974
- Keith Roberts: Homo Gestalt, Bergisch Gladbach 1980
- Willo Davis Roberts: Das Schloß auf den Klippen, München 1973
- Stephen Robinett: Ein Mann mit Verantwortung, München 1986
- Arthur Robinson: Nach dem dritten Mord, Rastatt/Baden 1977
- Mike Roote: Uns trennt noch eine Kugel, Rastatt/Baden 1976
- Donald Royal: Die Sex-Revolution, München 1970
- Matthew P. Shiel: Die purpurne Wolke, München 1982
- Luke Short: Silver Rock, München 1971
- 17 Horror-Stories, München 1974
- Michael Sinclair: Wie klaut man eine Million, München 1967
- Peter Stone: Charade, München 1965
- Der Tag Million, München 1971 (übersetzt zusammen mit Mary Hammer)
- Martin Tarmey: Mordgeld, München 1975
- Louis Trimble: Die beste aller Welten, Alsdorf 1972
- Seldon Truss: Flucht aus Dartmoor, München 1977
- Robert E. Vardeman: Das Klingon-Gambit, München 1991
- Robert E. Vardeman: Meuterei auf der Enterprise, München 1990
- William Jon Watkins: Die Litanei von Sh’reev, München 1982
- Howard Weinstein: Die Macht der Krone, München 1995
- Carolyn Weston: Kein Alibi für Mr. Farr, München 1973
- Dennis Wheatley: Der Agent, der den Teufel jagte, München 1975
- Lionel White: Die Todesfahrt, München 1976
- Roger Zelazny: Jack aus dem Schatten, München 1982
- Roger Zelazny: Wechselhaftes Land, München 1985

## Filmografie (Auswahl)
- 1963: Das Kriminalmuseum – Die Frau im Nerz
- 1963: Das Kriminalmuseum – Fünf Fotos
- 1964: Das Kriminalmuseum – Akte Dr. W.
- 1965: Die fünfte Kolonne – Blumen für Zimmer 19
- 1966: Die fünfte Kolonne – Das verräterische Licht
- 1967: Das Kriminalmuseum – Teerosen
- 1968: Das Kriminalmuseum – Die Reifenspur